# Łukasz Gąsior
Łukasz Gąsior (ur. 14 stycznia 1986 r. w Łowiczu) – polski pływak, olimpijczyk z Pekinu 2008.
Zawodnik AZS-AWF Warszawa. Specjalista w stylu dowolnym.
Dwukrotny złoty medalista mistrzostw Europy juniorów z 2004 roku na dystansie 50 m i 100 m stylem dowolnym oraz brązowy medalista na dystansie 200 m. Wielokrotny rekordzista Polski (był drugim zawodnikiem który przepłynął 100 m stylem dowolnym w czasie poniżej 50 s).
Wielokrotny medalista mistrzostw Polski (basen 50 m):
- złoty
  - 50 m stylem dowolnym w latach 2003-2005,
  - 100 m stylem dowolnym w latach 2003-2005,2008
  - 200 m stylem dowolnym w latach 2005,2008
  - sztafeta 4 x 100 m stylem dowolnym w latach 2003,2007-2008
  - sztafeta 4 x 200 m stylem dowolnym w roku 2008
  - sztafeta 4 x 100 m stylem zmiennym w latach 2007-2008
- srebrny
  - 50 m stylem dowolnym w roku 2008
  - 100 m stylem dowolnym w roku 2007
  - sztafeta 4 x 100 m stylem dowolnym w roku 2005
  - sztafeta 4 x 100 m stylem zmiennym w roku 2003
- brązowy
  - 200 m stylem dowolnym w roku 2004
  - sztafeta 4 x 100 m stylem dowolnym roku 2004
  - sztafeta 4 x 200 m stylem dowolnym w roku 2003
  - sztafeta 4 x 100 m stylem zmiennym w roku 2005

Na igrzyskach olimpijskich w 2008 roku wystartował na dystansie 200 m stylem dowolnym uzyskując 34 czas. Startował również w sztafecie 4 x 200 m stylem dowolnym, w której Polacy zajęli 14. miejsce.